# XXV Eden
XXV Eden je 2CD a DVD skupiny Arakain, nahrané na výročním koncertě k 25 letům skupiny.
První část koncertu vznikla s Plzeňskou filharmonií, na druhé části hraje jen Arakain s hosty.

## Seznam skladeb
S orchestrem
1. Bláhová víra
2. Karavana slibů
3. Amadeus
4. Muzeum zla
5. Marilyn
6. Návrat bohů
7. Zimní královna
8. Strom života
9. Půl století
10. Gilotina
11. Ztráty a nálezy
12. Apage Satanas

Bez orchestru
1. Prázdnej kout
2. Ďábelská hra
3. Jsem trochu jako
4. Adrian
5. Gladiátor
6. Princess
7. Strážci času
8. Cornoutto
9. Dotyky
10. Ptáci z ráje
11. Kolonie termitů
12. Vir
13. Proč